# Coupe d'Europe des clubs champions de basket-ball 1989-1990
Navigation
Édition précédente Édition suivante
La Coupe d'Europe des clubs champions de basket-ball 1989-1990 est la 33e édition de la Coupe d'Europe des clubs champions de basket-ball masculine, compétition qui rassemble les meilleurs clubs de basket-ball du continent européen,.

## Format de compétition
- 27 équipes (uniquement les champions des ligues nationales européennes), évoluant selon un système de tournoi, disputent des tours préliminaires à domicile et à l'extérieur. Le score cumulé des deux matchs détermine le vainqueur.
- Les huit équipes restantes après les phases éliminatoires accèdent à une phase de groupes en quarts de finale, disputée en poules. Le classement final est basé sur les victoires et les défaites. En cas d'égalité entre deux équipes ou plus après la phase de groupes, les critères suivants sont utilisés pour déterminer le classement final : 1) nombre de victoires en confrontation directe entre les équipes ; 2) différence de points entre les équipes ; 3) différence de points au sein du groupe.
- Les quatre meilleures équipes après les quarts de finale sont qualifiées pour la phase finale (Final Four).

## Tours préliminaires

### 1ertour
Le premier tour se déroule les 28 septembre et 5 octobre 1989.
| Équipe 1                 | Score   | Équipe 2         | Aller   | Retour |
| ------------------------ | ------- | ---------------- | ------- | ------ |
| Commodore Den Helder     | 176-174 | Steiner Bayreuth | 97–75   | 79–97  |
| Partizan Tirana          | 132-202 | RC Malines       | 68–89   | 64–113 |
| Stroitel Kyïv            | 228-192 | Csepel           | 131–98  | 97–94  |
| Eczacıbaşı               | 140-185 | Lech Poznań      | 61–100  | 79–85  |
| Bracknell Tigers         | 250-196 | Keflavík         | 144–105 | 106–91 |
| Benfica                  | 172-214 | Olimpia Milan    | 99–112  | 73–92  |
| NMKY Helsinki            | 177-194 | Pully            | 87–90   | 90–104 |
| Täby                     | 144-166 | BK Prievidza     | 83–71   | 61–95  |
| Keravnós Strovólou       | 162-189 | Balkan Botevgrad | 87–105  | 75–84  |
| Union Sportive Hiefenech | 182-187 | Klosterneuburg   | 81–89   | 101–98 |
| BMS                      | 121-160 | MIM Livingston   | 62–74   | 59–86  |

### Huitièmes de finale
Le deuxième tour se déroule les 26 octobre et 2 novembre 1989.
| Équipe 1             | Score   | Équipe 2         | Aller  | Retour  |
| -------------------- | ------- | ---------------- | ------ | ------- |
| Commodore Den Helder | 169-154 | RC Malines       | 99–70  | 70–84   |
| Stroitel Kyïv        | 188-189 | Lech Poznań      | 104–88 | 84–101  |
| Bracknell Tigers     | 198-241 | Olimpia Milan    | 95–115 | 103–126 |
| Pully                | 197-242 | Limoges CSP      | 95–115 | 102–127 |
| BK Prievidza         | 145-178 | FC Barcelone     | 74–85  | 71–93   |
| Balkan Botevgrad     | 179-226 | Aris Salonique   | 91–107 | 88–119  |
| Klosterneuburg       | 146-189 | Maccabi Tel Aviv | 84–103 | 62–86   |
| MIM Livingston       | 149-219 | KK Split         | 84–97  | 65–122  |

## Quarts de finale
Ce tour se dispute du 7 décembre 1989 au 29 mars 1990.
| Rang | Équipe               | Pts | J  | G  | P  | Pp   | Pc   | Diff |  | Résultats (dom.\ext.) |        |        |        |        |        |         |         |        |
| ---- | -------------------- | --- | -- | -- | -- | ---- | ---- | ---- |  | --------------------- | ------ | ------ | ------ | ------ | ------ | ------- | ------- | ------ |
| 1    | FC Barcelone         | 26  | 14 | 12 | 2  | 1291 | 1084 | 207  |  | FC Barcelone          |        | 79-73  | 72-63  | 90-56  | 97-85  | 107-85  | 88-73   | 125-73 |
| 2    | KK Split             | 25  | 14 | 11 | 3  | 1277 | 1114 | 163  |  | KK Split              | 86-73  |        | 103-83 | 85-89  | 95-89  | 79-61   | 105-78  | 98-74  |
| 3    | Limoges              | 24  | 14 | 10 | 4  | 1320 | 1217 | 103  |  | Limoges               | 91-103 | 100-93 |        | 94-84  | 85-76  | 100-75  | 112-80  | 115-90 |
| 4    | Aris Salonique       | 22  | 14 | 8  | 6  | 1296 | 1224 | 72   |  | Aris Salonique        | 94-100 | 79-80  | 89-79  |        | 95-77  | 98-81   | 110-102 | 116-92 |
| 5    | Philips Milan        | 21  | 14 | 7  | 7  | 1271 | 1279 | -8   |  | Philips Milan         | 94-93  | 73-84  | 94-92  | 100-92 |        | 106-104 | 104-87  | 99-82  |
| 6    | Maccabi Tel Aviv     | 20  | 14 | 6  | 8  | 1185 | 1241 | -56  |  | Maccabi Tel Aviv      | 74-84  | 87-93  | 78-88  | 94-92  | 88-76  |         | 96-83   | 93-81  |
| 7    | Commodore Den Helder | 18  | 14 | 2  | 12 | 1147 | 1291 | -144 |  | Commodore Den Helder  | 56-67  | 76-83  | 84-88  | 72-99  | 81-89  | 81-83   |         | 83-71  |
| 8    | Lech Poznań          | 17  | 14 | 0  | 14 | 1147 | 1484 | -337 |  | Lech Poznań           | 81-113 | 73-120 | 91-118 | 78-103 | 92-104 | 73-86   | 96-111  |        |

## Final Four
|  | Demi-finales                                           | Demi-finales                                           |          |     | Finale                                                 | Finale                                                 |
|  | Demi-finales                                           | Demi-finales                                           |          |     | Finale                                                 | Finale                                                 |
|  |                                                        |                                                        |          |     |                                                        |                                                        |
|  | 17 avril, 18h30 - Saragosse (Pavillon Príncipe Felipe) | 17 avril, 18h30 - Saragosse (Pavillon Príncipe Felipe) |          |     | 19 avril, 20h30 - Saragosse (Pavillon Príncipe Felipe) | 19 avril, 20h30 - Saragosse (Pavillon Príncipe Felipe) |
|  | 17 avril, 18h30 - Saragosse (Pavillon Príncipe Felipe) | 17 avril, 18h30 - Saragosse (Pavillon Príncipe Felipe) |          |     | 19 avril, 20h30 - Saragosse (Pavillon Príncipe Felipe) | 19 avril, 20h30 - Saragosse (Pavillon Príncipe Felipe) |
|  | KK Split                                               | 101                                                    |          |     | 19 avril, 20h30 - Saragosse (Pavillon Príncipe Felipe) | 19 avril, 20h30 - Saragosse (Pavillon Príncipe Felipe) |
|  | KK Split                                               | 101                                                    |          |     | 19 avril, 20h30 - Saragosse (Pavillon Príncipe Felipe) | 19 avril, 20h30 - Saragosse (Pavillon Príncipe Felipe) |
|  | Limoges                                                | 83                                                     |          |     | 19 avril, 20h30 - Saragosse (Pavillon Príncipe Felipe) | 19 avril, 20h30 - Saragosse (Pavillon Príncipe Felipe) |
|  | Limoges                                                | 83                                                     | KK Split | 72  |                                                        |                                                        |
|  | 17 avril, 20h30 - Saragosse (Pavillon Príncipe Felipe) |                                                        | KK Split | 72  |                                                        |                                                        |
|  |                                                        | FC Barcelone                                           | 67       |     |                                                        |                                                        |
|  | FC Barcelone                                           | FC Barcelone                                           | 67       | 104 |                                                        |                                                        |
|  | FC Barcelone                                           |                                                        |          | 104 |                                                        |                                                        |
|  | Aris Salonique                                         | 83                                                     |          |     |                                                        |                                                        |
|  | Aris Salonique                                         | 83                                                     | 3e place |     |                                                        |                                                        |
|  |                                                        |                                                        |          |     |                                                        |                                                        |
|  | 19 avril, 18h30 - Saragosse (Pavillon Príncipe Felipe) |                                                        |          |     |                                                        |                                                        |
|  |                                                        |                                                        |          |     |                                                        |                                                        |
|  | Limoges                                                | 103                                                    |          |     |                                                        |                                                        |
|  | Limoges                                                | 103                                                    |          |     |                                                        |                                                        |
|  | Aris Salonique                                         | 91                                                     |          |     |                                                        |                                                        |
|  | Aris Salonique                                         | 91                                                     |          |     |                                                        |                                                        |

## Équipe victorieuse
Joueurs : 
- No 4 Zoran Sretenović ( Yougoslavie)
- No 5 Velimir Perasović ( Yougoslavie)
- No 6 Luka Pavićević ( Yougoslavie)
- No 7 Toni Kukoč ( Yougoslavie)
- No 8 Goran Sobin ( Yougoslavie)
- No 9 Paško Tomić ( Yougoslavie)
- No 10 Petar Naumoski ( Yougoslavie)
- No 11 Žan Tabak ( Yougoslavie)
- No 12 Duško Ivanović ( Yougoslavie)
- No 13 Zoran Savić ( Yougoslavie)
- No 14 Dino Rađa ( Yougoslavie)
- No 15 Aramis Naglić ( Yougoslavie)
- Teo Čizmić ( Yougoslavie)
- Velibor Radović ( Yougoslavie)

Entraîneur :  Božidar Maljković ( Yougoslavie)

## Récompenses individuelles
| Catégorie                      | Joueur     | Équipe   |
| ------------------------------ | ---------- | -------- |
| MVP du Final Four              | Toni Kukoč | KK Split |
| Meilleur marqueur de la finale | Toni Kukoč | KK Split |